# Cocaina S.p.A.
Cocaina S.p.A. è un saggio-inchiesta-reportage, scritto dal giornalista Vincenzo Spagnolo e pubblicato nel 2010 da Luigi Pellegrini Editore, che racconta e analizza, in modo dettagliato, avvincente e documentato (487 pagine, con un vasto apparato di note, fonti e un'ampia bibliografia), la complessa ragnatela criminale e la lunga filiera della produzione, dei traffici, dello spaccio e del consumo della polvere bianca, dal Sudamerica fino in Europa, passando per il Messico e l'Africa occidentale.
Una vera e propria multinazionale del crimine, con fatturati da capogiro: «In tutto il pianeta, il giro d'affari della vendita all'ingrosso e dello spaccio minuto frutta alla Cocaina S.p.A. quasi 500 miliardi di dollari l'anno, da spartire nella trafila che va dai campesinos ai chimici, dai broker ai corrieri, fino ai pusher che vendono a folle di clienti inconsapevoli» dei danni causati dal consumo di coca. Un'inchiesta che si snoda dall'America latina passando per il Nord Europa, l'Africa e la Spagna, fino in Italia, raccontando attraverso centinaia di interviste le vicende di trafficanti, investigatori, magistrati e poveri trasportatori (come i "muli": uomini, donne e bambini che arrivano a ingoiare decine di ovuli di droga, dando il proprio stomaco "in affitto" ai trafficanti in cambio di qualche migliaio di euro ma rischiando la morte per overdose, qualora la pellicola che riveste l'ovulo venga intaccata dai succhi gastrici).

## I mille nomi della bamba
La pianta di coca, dalle caratteristiche foglie ovali di color verde, è presente nella cultura degli indios da prima dell'arrivo di Cristoforo Colombo: «Antiche leggende degli Incas raccontano che venne donata agli uomini dal Dio Sole. Cresce preferibilmente a un'altitudine fra i 600 e i 1.000 metri - scrive Spagnolo -. Gli indios ne fanno un uso moderato: la consumano da sempre nei rituali religiosi e, in alcune regioni andine, ne masticano le foglie per ritemprarsi dalle fatiche. La pianta cresce spontaneamente. Non c'era perciò necessità di estendere a dismisura le piantagioni, almeno fin quando essa non è divenuta la materia prima dell'industria mondiale della cocaina».
Com'è noto, la cocaina è una sostanza stupefacente: chimicamente, si tratta di un alcaloide (formula bruta: C17 H21 NO4), ricavato dalle foglie della coca (Erythroxylum coca) o per sintesi dall'ecgonina. Da molto tempo, tuttavia, non ha più un solo nome: «Nel gergo criminale dei vari Paesi nei quali è trafficata, viene indicata con una quantità di nickname fantasiosi: in molti, ormai anche in Italia, la chiamano bamba, termine gergale nato accorciando il nome della località di Cochabamba, da dove si dice provenga la cocaina di qualità migliore. Ma la fantasia degli spacciatori ha coniato molti altri soprannomi: cocco, gesso, farina, polvere d'angelo, dinamite, granita, blanca, cubaita, boliviana. E ancora polvere di stelle, bonza… O perfino piscia di gatto, barella, svelta… C'è chi battezza pure le dosi, un pallino o un boccino, dalla forma sferica in cui talvolta vengono vendute. I trafficanti più prudenti, invece, parlano genericamente di merce, come se fosse un prodotto qualsiasi».

## La regina delle droghe
Con qualsiasi nome la si chiami, in ogni caso, negli ultimi anni la regina delle droghe è diventata lei: la cocaina. Secondo l'ONU, ne fanno uso almeno 21 milioni di persone nel mondo, 13 in Europa, 1 milione in Italia. Ma il numero totale dei consumatori cresce di continuo, in parallelo col calare del prezzo della singola dose: «Da sfizio costoso per le voglie dei ricchi, la polvere bianca è ormai alla portata di tutte le tasche, tanto che a Roma e Milano si vendono ormai dosi a 10-15 euro per i ragazzini». Un boom di mercato, ma a caro prezzo: «Criminalità, inquinamento ambientale, corruzione, riciclaggio, terrorismo, stragi, colpi di Stato». Nel 1989, nella turbolenta Colombia di Pablo Escobar, il narcotraffico causò migliaia di vittime. Oggi gli eredi di don Pablo risiedono in Messico, dove dal 2006 sono state uccise oltre 70.000 persone, in una narcoguerra che ha innescato anche l'intervento dell'amministrazione degli Usa, guidata da Barack Obama. Nel frattempo, si legge nel libro, «la valanga di neve si è mossa dalle piazze di spaccio del Sud e del Nord America, anche grazie al trampolino offerto dalle mafie italiane. Ha colonizzato l'Africa occidentale, la si può respirare nell'aria delle città europee, ha contaminato l'Australia e si appresta a sbarcare perfino in Cina, dove l'attendono frementi altri milioni di individui, ansiosi di scoprire se davvero l'ingresso nel reame sfavillante del capitalismo possa passare attraverso una narice».

## L'incipit
«Rio de Janeiro, Favela da Coreia, periferia ovest della città. I poliziotti brasiliani si muovono con cautela all'interno di una delle migliaia di casupole. L'abitazione appartiene a un presunto narcotrafficante e l'irruzione degli investigatori giunge al termine di una lunga indagine. Ma nulla, né i faticosi pedinamenti né le informazioni che hanno già raccolto, potrebbe preparare gli agenti a ciò che vedono appena entrati nel cortile: d'istinto, fanno un balzo indietro. Sul terreno si muovono con lentezza due grossi caimani, lunghi due metri ciascuno. Sono della specie conosciuta in portoghese come jacarè de papo amarelo, cioè caimano dal collo giallo, presente in Amazzonia. Superato lo shock iniziale, i poliziotti si tengono a distanza. Osservano meglio il cortile e un brivido li fa tremare d'orrore: a terra, vicino ai caimani, ci sono ossa e resti che sembrano essere appartenuti a corpi umani. Le indagini riveleranno in seguito che i due rettili venivano usati da una banda di narcos per far sparire i componenti dei gruppi rivali: i malcapitati venivano condotti nel cortile, ancora vivi o già morti, e gettati fra le fauci dei caimani. Non solo: quando i veterinari dell'amministrazione di Rio esaminano i due animali, scoprono che erano stati tenuti in stato di sotto-nutrizione, per renderli più aggressivi».
La vicenda dei caimani, riportata nei dettagli da uno dei più importanti quotidiani del Brasile, Folha de São Paulo, è avvenuta nel settembre del 2008, ma sembra appartenere a secoli passati: «Esseri umani, figli del nostro tempo, dati in pasto alle fiere in un cortile di una favela di Rio, più o meno come accadeva duemila anni fa ai cristiani dentro il Colosseo, nella Roma degli imperatori». E in effetti, «per certi versi, i boss del narcotraffico somigliano a moderni imperatori, anche se il loro potere non si basa affatto su un'investitura data dal popolo o dal diritto, ma sulla violenza e sul denaro, che essi adoperano a seconda delle convenienze e delle necessità».

## Un'industria piramidale
A volerlo raffigurare con uno schema semplificato, «l'universo dei traffici di cocaina somiglia a una sorta di piramide, che poggia su una larghissima base, suddivisa in due metà: una di esse è costituita dalla manovalanza (campesinos, chimici, guardie armate) che coltivano, raccolgono, raffinano e proteggono le foglie di coca e il loro prodotto principale, la cocaina. L'altra metà della base della piramide è invece rappresentata dagli spacciatori, i dealer (venditori) o pusher, dal verbo inglese to push (spingere), perché sono proprio loro a “spingere” la vendita di dosi per le strade».
Salendo qualche gradino, «al centro della piramide, ci sono gli intermediari, coloro cioè che non producono né spacciano: un livello al quale si trovano corrieri, faccendieri, funzionari corrotti, prestanome di beni o di imprese che servono al trasporto, fornitori di servizi o venditori di materie necessarie per la trasformazione del prodotto grezzo, come ad esempio i precursori chimici. Tutti coloro, insomma, che concorrono a facilitare la lavorazione e il tragitto della cocaina dai luoghi di produzione fino alle piazze di spaccio o ad occultare il denaro e i beni che ne vengono ricavati».
Ancor più su, «troviamo le prime figure manageriali: mutuando dal mercato finanziario una professione resa celebre dal film Wall Street, potremmo chiamarli broker. In cosa consiste il loro mestiere? In pratica, stanno esattamente a metà fra la domanda e l'offerta. Poliglotti e rampanti, abili nel tessere rapporti fra mondi diversi, lavorano 24 ore al giorno per farle incontrare. Raccolgono le ordinazioni per centinaia di chili, spesso tonnellate, provvedono a racimolare le quote di finanziamento, contattano i produttori e ordinano il quantitativo, procurando talvolta anche i mezzi per farlo giungere a destinazione. In due parole, comprano e rivendono. Non si sporcano le mani con la produzione né con lo spaccio. Non commettono azioni eclatanti. Fanno telefonate, inviano fax, spediscono e-mail, spostano carichi di droga abbinandoli a carichi reali di frutta o di legname, con professionalità unita a un pizzico di cinismo e di nonchalance. Il confine fra i broker e il livello superiore è sottile: spesso qualcuno di essi si distingue per intuizione e professionalità e, come nel mondo della finanza, ascende ai piani alti della holding, guadagnandosi una poltrona da amministratore delegato o divenendo perfino socio dell'impresa. Qualcun altro viene nominato “capo contabile” e quindi incaricato del settore “investimenti” e della ripulitura del denaro. A ogni livello è riscontrabile, inoltre, la presenza di sicari e uomini d'ordine, usati come esecutori dei comandi di tipo militare: punizioni, ricatti, sequestri, omicidi».
Infine, sopra tutto e tutti, «nell'empireo del narcotraffico siedono gli imperatori della multinazionale della droga: non tanto e non solo capitani d'azienda, quanto veri e propri monarchi assoluti, forse gli ultimi faraoni rimasti in un'epoca che, almeno nel linguaggio formale delle relazioni degli organismi internazionali, esecra e isola i dittatori a capo di regimi totalitari, bollandoli come minaccia letale per le democrazie».
Il potere e la ricchezza degli imperatori si basano su un'industria capace di coltivare, produrre e distribuire almeno mille tonnellate annue di cocaina, secondo le prudenti stime dell'ONU.

## Le mani del raspachín
Per comprendere come l'industria della coca sfrutti i campesinos, può servire la vicenda di uno di loro, raccontata nel libro di Spagnolo: «Pedro è uno dei quarantacinque milioni di cittadini che, secondo un censimento del 2007, compongono la popolazione della Colombia. Ha capelli corti e neri, le braccia secche e fibrose come giunchi e gli occhi scuri, infossati in una ragnatela di rughe. Ha trentacinque anni, ma ne dimostra almeno dieci di più. La sua famiglia proviene dalle foreste amazzoniche della provincia del Putumayo. Lui, fino a poco tempo fa, per campare faceva il raspachín.Di solito la varietà seminata è quella peruana, con foglie più spesse e ampie, capaci di garantire, a procedimento ultimato, un contenuto di cocaina maggiore rispetto alla pianta selvatica tipica dell'Amazzonia. Per giunta, se opportunamente trattata con antiparassitari e diserbanti chimici, una singola pianta peruana può produrre fino a quattro raccolti annuali».
Antonio Maria Costa, già direttore dell'UNODC, l'ufficio delle Nazioni Unite contro la droga e il crimine, nel saggio spiega però anche come, «nella selva amazzonica, esistano coltivazioni di piante di coca cosiddette "biotech", ottenute con sperimentazioni di laboratorio e innesti sui semi, in grado di generare piante più robuste e procurare anche 7-8 raccolti l'anno: «Abbiamo scoperto che scienziati al servizio dei narcos hanno potenziato con le bio-tecnologie il contenuto di idroclorato, sostanza psicoattiva della foglia di coca. E non solo: coloro che estraggono quella sostanza, hanno raffinato i meccanismi, riuscendo a ricavare dalla medesima foglia più droga che in passato».
Quando la pianta cresce, prende la forma di un arbusto che i campesinos potano per mantenerlo ad altezze che variano fra uno e due metri. Descrive ancora Spagnolo: «Al momento del raccolto, interviene il raspachín: si tratta di un bracciante particolare, molto spesso minorenne. Come dice la parola, è specializzato nel raspare le foglie di coca dall'arbusto, con le mani nude o aiutandosi con un piccolo attrezzo. In effetti, il raspachín è il faticatore silenzioso dell'industria coquera: procede con passo sicuro fra i filari di piante cariche di foglie verdi, raspa e ammucchia senza sosta fino a 20-25 chili di foglie al giorno. Quando ha finito, le foglie sono caricate e trasportate in un cosiddetto “laboratorio”: si tratta in genere di una baracca scalcinata, occultata con frasche nel mezzo della foresta».
In uno spazio coperto e delimitato da un recinto, «le foglie di coca vengono tagliuzzate, con l'aiuto di un decespugliatore. Sul mucchio di pezzi di foglie si versa poi un composto di acqua, cemento e candeggina, che serve a pelarle in superficie. Tutto l'ammasso viene messo dentro un bidone di benzina o cherosene, nel quale rimane a mollo per diverse ore, così da poter estrarre dalle foglie l'alcaloide della cocaina».
L'ammasso di foglie triturate e impregnate di carburante finisce sotto un torchio, dal quale sgocciola un liquame composto da cocaina, benzina e altri residui vegetali. A quel punto, gli esperti chimici versano acido solforico: così la cocaina si trasferisce dalla benzina all'acido, ottenendo il solfato di cocaina. L'acido invece, viene neutralizzato con l'aggiunta di soda caustica. Quello che vien fuori è una sorta di liquido color latte, nel quale si versa ammoniaca: serve a far cristallizzare il solfato di cocaina, che così si deposita sul fondo del recipiente. Intervengono allora i “filtratori”, che servendosi di un telo, trattengono le impurità più grossolane e lasciano passare il liquido che formerà la cosiddetta “pasta-base”: un composto di solfato di cocaina e residui di acido solforico, benzina, soda e cemento. L'intero procedimento dura all'incirca ventiquattr'ore.
La pasta base di cocaina (indicata anche con le sole iniziali, Pbc) è la merce che i coltivatori affidano alle mani dei trafficanti. Scrive l'autore: «Dei 963 dollari che secondo l'Onu nel 2009 rappresentavano il costo attuale di un chilo di pasta-base di cocaina in Colombia, a Pedro, quando faceva il raspachín, non andava che l'equivalente di 15-20 euro a settimana», 25-30 dollari. Anche «i campesinos non guadagnano granché: è stato calcolato che ad essi resti solo lo 0,6% di quello che sarà il prezzo finale della merce. Contadini e raspachínes sono dunque il primo misero anello di una lunga catena di arricchimento, la povera base di una piramide dorata di profitti al cui vertice siedono gli imperatori, che comandano sugli intermediari e sfruttano i braccianti e li retribuiscono con paghe da fame, pur sapendo che sono le loro braccia a far incassare miliardi alla S.p.A. della coca». Non solo: «Talvolta i caporali dei cartelli rastrellano la selva in cerca di manodopera obbligata e non sono poche le famiglie costrette a lavorare nelle piantagioni di coca contro la propria volontà».

## L'inquinamento dell'Amazzonia
Uno dei paragrafi più interessanti del volume di Spagnolo descrive i danni arrecati dall'industria "coquera" al polmone verde del pianeta: «È stato calcolato che, per ricavare spazio per un ettaro di terreno da destinare alla coltivazione di coca, vengano disboscati almeno quattro ettari di selva. La coltivazione prevede l'uso di prodotti chimici e diserbanti. Inoltre, l'estrazione della cocaina necessita dell'impiego, in un campo di soli due ettari, di 250 litri di benzina ogni due mesi. Il ciclo di produzione della cocaina non lascia scampo all'ambiente: dopo cinque o al massimo dieci anni, un terreno coltivato in modo intensivo diventa irrimediabilmente sterile. Così i contadini traslocano e colonizzano altre aree, le sfruttano e poi vanno via. Dietro di essi, restano terra arida ed acque avvelenate dalle sostanze chimiche usate per la raffinazione dello stupefacente». Secondo la Comisión nacional para el Desarrollo y Vida sin droga (Devida) peruviana, riferisce l'autore, nel solo Perù (uno dei tre principali Paesi produttori, insieme a Colombia e Bolivia) negli ultimi quarant'anni la coltivazione delle piante di coca avrebbe «desertificato due milioni e mezzo di ettari di foresta. Ogni volta che in qualsiasi angolo del mondo qualcuno tira su col naso una striscia di neve, è come se distruggesse vari metri quadrati di selva».

## Riconoscimenti
- Segnalazione della giuria del Premio letterario "Giuseppe Giusti" edizione 2010, patrocinato dalla Presidenza della Repubblica[5].